# Sauris septa
Sauris septa är en fjärilsart som beskrevs av Louis Beethoven Prout 1929. Sauris septa ingår i släktet Sauris och familjen mätare. Inga underarter finns listade.